# Staking van 1893
De staking van 1893 was een algemene staking in België die naar aanleiding van een verworpen liberaal wetsvoorstel op 17 april begon en na bloedige ongeregeldheden met dertien doden op 19 april 1893 eindigde met de invoering van het algemeen meervoudig stemrecht.

## Historiek

### Aanleiding
In de tijd die aan de staking voorafging, bestond het cijnskiesrecht: alleen mensen die belasting konden betalen, mochten stemmen en meepraten over de vorming van de wetten. Dit betrof tot twee procent van de bevolking. Door een verlaging van de belastingeisen in 1848 verdubbelde het aantal kiesgerechtigden weliswaar, maar dat een schijntje met wat uiteindelijk bereikt zou worden. De arbeider, die uitgebuit werd en onder slechte omstandigheden woonde en werkte, had niks te zeggen. Maar de groep arbeiders groeide en in 1885 werd de Belgische Werkliedenpartij opgericht en deze partij streefde onder meer naar algemeen stemrecht.

### De stakingen
Toen voor de zoveelste keer een wetsvoorstel voor algemeen stemrecht werd verworpen, kondigden de socialisten in het voorjaar van 1893 een algemene staking af. Dit was met succes, want in heel België legde een kwart miljoen arbeiders het werk neer.
Bergen

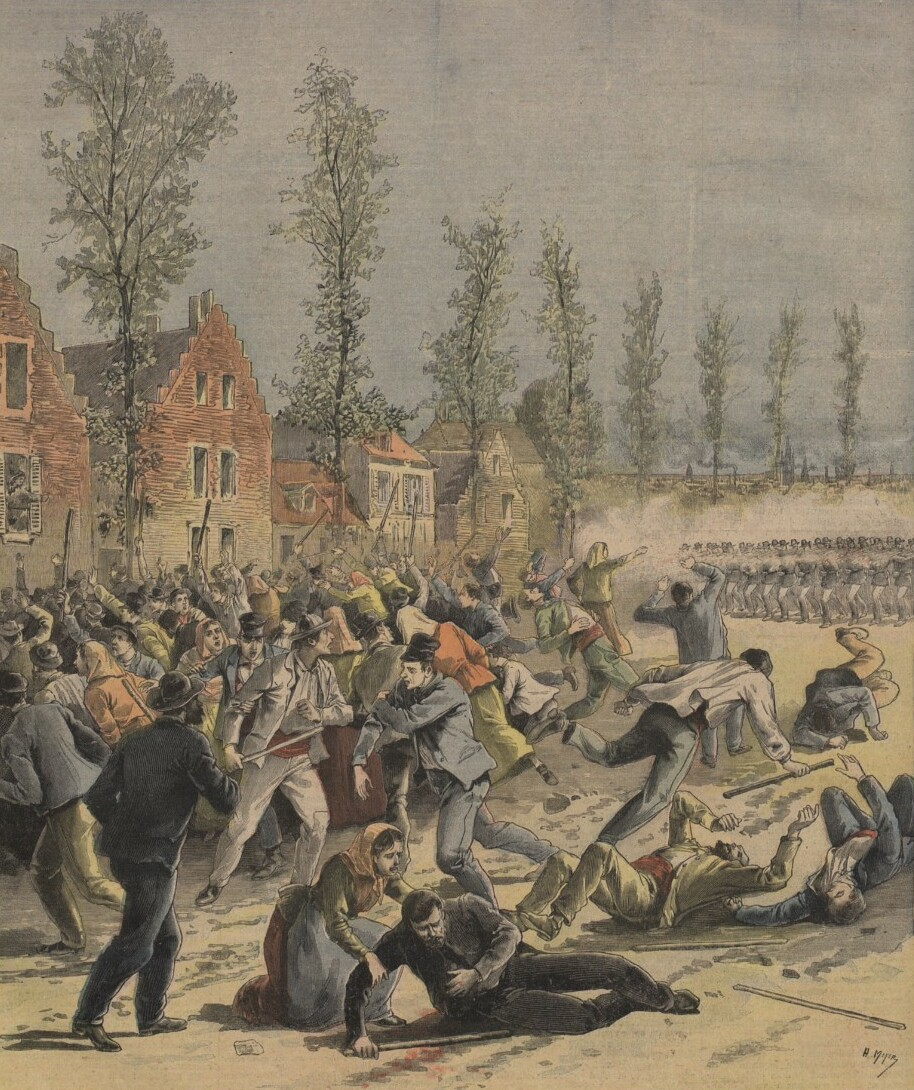
In Bergen vielen de eerste zes doden als gevolg van de rellen gedurende de algemene staking van 1893, daags voordat het bij den Bougie op vergelijkbare wijze misging.

De eerste rellen waren in Bergen waar zes doden vielen.
Antwerpen
In de Antwerpse haven kwam het eveneens tot schermutselingen en de gendarmes en burgerwacht zagen zich op 18 april genoopt toen het havenkwartier af te sluiten. Elders in de stad kwam het wederom tot schermutselingen waarbij de Antwerpse politie de sabel trok.
Enkele duizenden betogers stroomde in de richting van Borgerhout om ook het personeel van de kaarsenfabriek Roubaix-Oedenkoven tot staking aan te zetten. De gedachte was dat de heer Roubaix een machtig man was: hij was hofleverancier aan Leopold II en hij had grote belangen in de toenmalige Congo-vrijstaat waar hij zelfs een eigen eiland bezat. Men verwachtte dat onder druk van de staking hij met een telefoontje zijn connecties in de regering wel om zou krijgen. Het personeel van den Bougie sloot zich echter niet aan bij de protesten, hoewel het onduidelijk is of dat uit eigen wil of onder dwang was. De stakers kregen van Roubaix in ieder geval nee op hun rekwest.
Aan de poorten van de fabriek, die bewaakt werd door de rijkswacht en gewapende brandweer, braken rellen uit en de politie schoot aanvankelijk met losse patronen. Maar toen de ter plaatse zijnde burgemeester Moorkens van de toenmalig onafhankelijke gemeente Borgerhout met stenen werd bekogeld, gaf hij het bevel om met scherp te schieten. Er vielen vijf doden en veel gewonden die naar het Sint-Erasmusziekenhuis werden gebracht.

### Resultaat
De gebeurtenissen leken impact gehad te hebben, want de volgende dag keurde de Belgische Kamer een katholiek compromisvoorstel goed: het algemeen meervoudig stemrecht voor mannen van 25 jaar en ouder werd aanvaard.